# Distretto di Frías
Il distretto di Frías è un distretto del Perù, facente parte della provincia di Ayabaca, nella regione di Piura.